# Willibert Weth
Willibert Weth (2 maart 1931) is een voormalig Duits voetballer en voetbalcoach. In het seizoen 1968/69 was hij hoofdtrainer van Roda JC.